# Rainer Hazivar
Rainer Hazivar (* 1966 in Wien) ist ein österreichischer Journalist und Fernsehmoderator.

## Leben
Nach der Matura 1984 begann Rainer Hazivar einige Studienversuche und engagierte sich bei der Österreichischen Hochschülerschaft, unter anderem für die Aktionsgemeinschaft als Vorsitzender der Fakultätsvertretung an der Rechtswissenschaftlichen Fakultät der Universität Wien. Von 1990 bis 1992 war er freier Mitarbeiter bei der Tageszeitung Der Standard. Ab 1993 war er beim aktuellen Dienst des ORF-Landesstudios Wien tätig, von 1997 bis 2001 bei der Fernsehsendung Report und ab 2001 als Innenpolitikredakteur beim ORF Radio. Mit Oktober 2008 wechselte er in die Redaktion der ZIB2.
Ab Jänner 2010 verstärkte Rainer Hazivar das Moderationsteam der ZIB um 9 und 13 Uhr. Ab 1. Jänner 2014 präsentierte Rainer Hazivar die Hauptnachrichtensendung (Zeit im Bild um 19:30) an der Seite von Nadja Bernhard, und seit 2015 auch gemeinsam mit Marie-Claire Zimmermann. Er folgte dabei Eugen Freund nach, der den ORF verließ und ins EU-Parlament gewählt wurde. Im November 2018 kehrte Hazivar zum Radiosender Österreich 1 zurück, Johannes Marlovits wurde als sein Nachfolger als Moderator der Zeit im Bild vorgestellt.
Hazivar ist Vater von vier Kindern von vier Frauen.

## Auszeichnungen
2007 wurde Hazivar mit dem Robert-Hochner-Preis ausgezeichnet. Die Jury zeichnete sein „Columbo-artige Hintergründigkeit, sprachlich brillante Analysen, kritische Distanz zu allen Seiten und dosierte Ironie“ aus.